# Yemi Alade
Yemi Alade, född 13 mars 1989 i Nigeria, är en nigeriansk sångerska, låtskrivare och skådespelare. Hon vann tävlingen Peak Talent Show 2009, och vann stora framgångar med singeln Johnny 2013. Året därpå släppte hon sitt debutalbum, och har sedan dess gett ut flera album, och turnerat i stora delar av världen. Hon har rötter i såväl Yoruba som Igbo, och sjunger på båda språken, liksom på swahili, engelska och franska.